# Flaix
|  | Per a altres significats, vegeu «flash». |

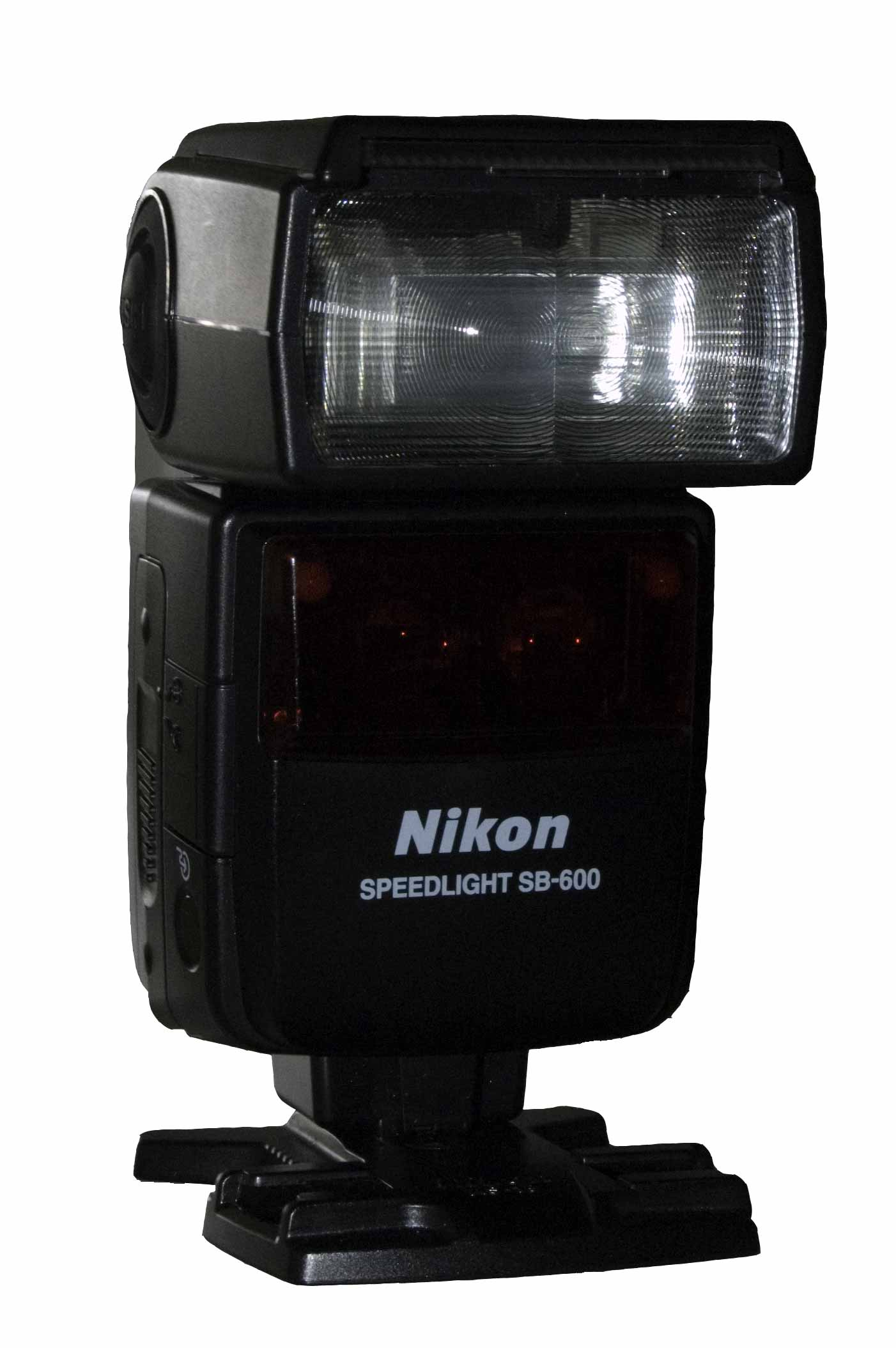
Exemple de flaix electrònic

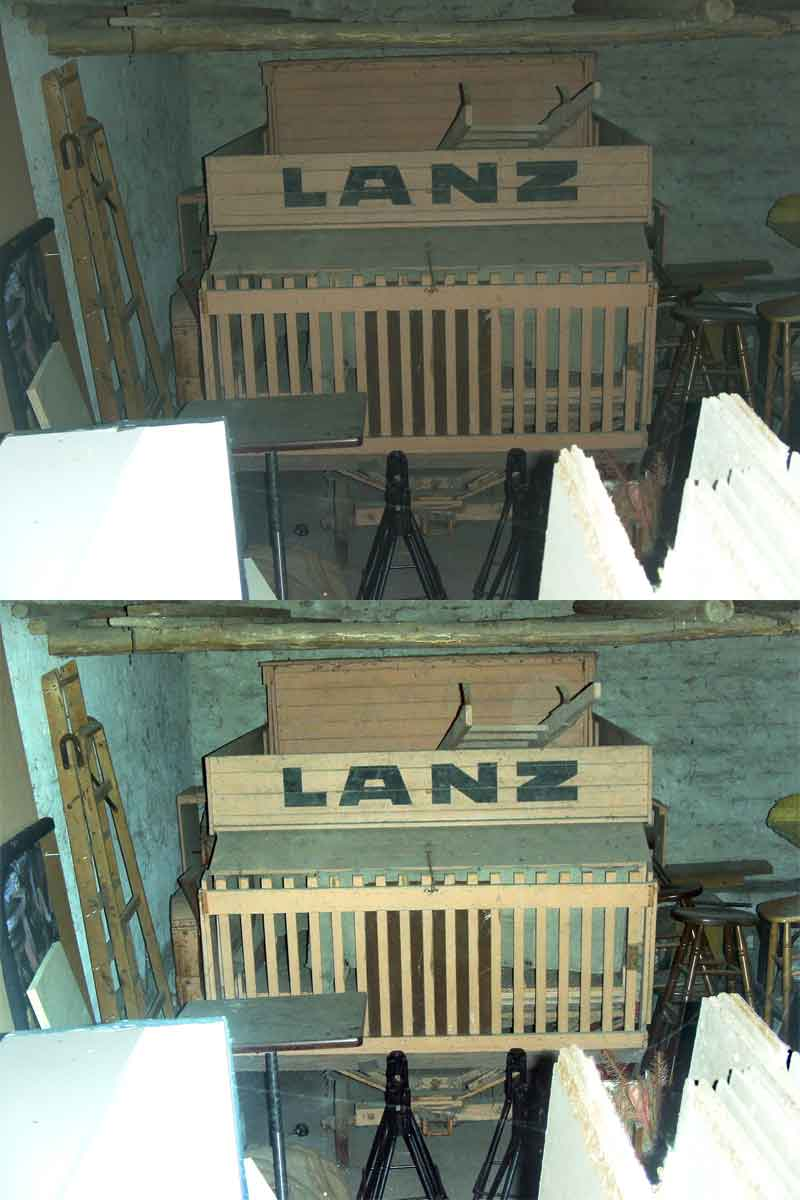
La imatge superior mostra una imatge flaix amb un flaix feble.
La imatge de sota mostra una fotografia amb flaix amb flaix suficient.

Un flaix és un aparell que emet polsos de llum de breu duració però molt forts, com si fossin llampecs. El flaix va ser inventat per Johann Ostermeyer el 21 de setembre de l'any 1930. Bàsicament, el que fa el flaix, és carregar un condensador amb prou corrent per poder produir el pols i, quan rep l'ordre, passar aquesta energia a l'ampolla, que és com una espècie de petit fluorescent. S'utilitza habitualment en fotografia.
Tot i que hi ha diverses formes de classificar-los, la més corrent és per la seva forma de funcionar:
- Manuals: Són els flaixos més elementals. Normalment no són regulables i cada vegada que es disparen donen tota la llum que poden.
- Automàtics: És el següent pas després dels manuals. Els flaixos automàtics porten un sensor que mesura la llum reflectida pel motiu i tallen la llum ("s'apaguen") quan creuen que ja se suficient.
- TTL: Versió de Canon. És l'evolució del flaixos automàtics. Bàsicament funcionen de la mateixa manera però en lloc de mesurar la llum utilitzant el seu propi sensor utilitzen un sensor intern de la càmera per mesurar la llum que està entrant a través de l'objectiu. Això els permet fer una mesura molt més acurada i independent del tipus d'objectiu que estem utilitzant i del diafragma que hàgim seleccionat.
- 3D: versió de Nikon. Combina la informació del fotòmetre amb la informació de distància d'enfocament de l'objectiu.

Els grans fabricants han introduït moltíssimes millores a aquest tipus de flaix i les unitats més modernes són totalment computeritzades.
Existeix també una altra manera de diferenciar-los: 
Flaix de farciment: s'utilitza en casos de grans exposicions de llums que generen ombres molt accentuades. Per a contrarestar-les l'ús d'aquest flaix suavitza les ombres i els contrastos.
Flaix rebotat: consisteix en la dispersió i difuminació de la llum perquè afecti de manera més natural a l'objecte fotografiat. El més comú és fer-lo rebotar al sostre, una paret o un panell blanc.

## El flaix extern
El flaix extern està format per tres elements fonamentals, cada un d’aquests té una funció concreta i fonamental dins del procés d'il·luminació que s'aconsegueix amb aquest complement de la càmera. 
- El generador. És el cos del flaix, aquest s'encarrega, com el seu propi nom indica, de generar l'electricitat i emmagatzemar-la a través d'un condensador perquè, posteriorment, sigui projectada a través de la torxa quan el fotògraf faci la fotografia. Els generadors poden tenir diferents velocitats de càrrega, concepte el qual els fotògrafs han de tenir en compte per adquirir un tipus de flaix o un altre.

- La torxa. Es tracta del que podríem anomenar el cap del flaix, està situat a la part superior d’aquest. Aquest s'encarrega d’emetre la llum a través de l'electricitat proporcionada pel generador. Per poder dur a terme aquesta funció, la torxa es compon d’un compartiment ple gas Xenó i dos díodes en els extrems, de tal manera que quan aconsegueixen establir la suficient diferència de potencial entre aquest, fa que surti una espurna, que en contacte amb el gas, surt aquest centelleig que anomenem flaix.

- La zapata. Aquesta part és la que funciona com a nexe d'unió entre la càmera i la resta del flaix. La unió no funciona només com a part mecànica, també conté connexions electròniques que permetran la comunicació entre la càmera i el flaix.

### Beneficis
Un flaix extern pot comportar molts beneficis per al fotògraf a l'hora de compondre una imatge. La llum que emet és una llum completament blanca amb una temperatura de color de 5500K, el que fa que el fotògraf no s'hagi de preocupar pel balanç de blancs, ja que cap color comptarà amb dominància respecte dels altres. A més, un flaix extern et permet tenir un maneig absolut respecte a la posició de la llum (et permet la possibilitat de col·locar l’aparell en un lloc diferent de la càmera, per aconseguir altres jocs de llum), la direcció, la intensitat, el moment en el qual il·lumina o la capacitat de sincronització amb altres aparells o flaixos. Per una altra banda, podem dir que normalment els flaixos consten amb un rendiment molt alt, ja que estan fets perquè no agafin molta calor de tal manera que tota l'energia s'empra en emetre els centellejos.

### Limitacions
El flaix també consta de limitacions o característiques a tenir en compte a l'hora de fer servir aquest complement. Per una banda ja sabem que és una llum blanca, puntual i manejable com hem explicat abans, però hem de tenir en compte que en gaudir de certa potència és fàcil que ens surti un centelleig molt dur i directe, per això s'ha de saber utilitzar, el fotògraf pot fer servir això a favor seu o pot aprendre a difuminar aquest tipus de llum.
Per una altra banda, tot i que el flaix extern pot arribar a tenir molta potencia, no deixa de ser una font de llum limitada pel que no es pot utilitzar per il·luminar qualsevol cosa a qualsevol distància, i sempre s'ha de tenir en compte la compatibilitat d’aquests amb les càmeres emprades.

### La llei de la inversa del quadrat
Aquesta llei parla de la relació entre la llum i la distància del que volem il·luminar. Per exemple, la intensitat que pot rebre un objecte que es troba a 1 m de distància, disminueix 4 vegades -el doble al quadrat- quan situem l'objecte a 2 m -el doble de distància-, o si situem l'objecte al triple de distància, la intensitat baixarà 9 vegades -el triple al quadrat-, d'allà el nom de la llei.
És a dir, parlem d'uns fenòmens físics que consisteixen en la distància del quadrat il·luminat, al centre d'origen de la llum. Com més lluny estigui l'objecte il·luminat, menys intensitat lumínica obtindrem, però més gran serà el quadre de llum. Per contra, com més a prop de l'origen de la llum estigui l'objecte, més intensitat, però a la vegada il·luminarà menys superfície, el quadre de llum serà més petit.

### El número guia (NG)
El número guia és una unitat que ens proporciona la informació sobre la potència que té cada flaix. Com més alt és el número guia, més alta es la potencia i, per tant, major abast. Per consegüent, com més baix el número, menys potencia de flaix i menys abast. Això ens permet saber escollir entre diferents flaixos el que més ens convé, el que major potència té…

El numero guia s'obté mitjançant la següent formula:
NG = Distancia sensor-objecte x Apertura del Diafragma
Això vol dir que un flaix que té la capacitat d’il·luminar correctament un objecte situat a 2 m amb el diafragma a f/11, compta amb un número guia (NG) de 22 (2x11). Per altra banda, a l'hora de calcular el número guia, també hem de tenir en compte la sensibilitat ISO. Normalment quan es parla del NG, se suposa que l'ISO estarà configurada a ISO 100, en cas que aquest factor és modifiques, el que s'ha de fer és multiplicar per l'arrel quadrada de 2 el NG. A aquests valors se'ls anomena Factors de Sensibilitat, per tant la fórmula per calcular el NG quedaria de la següent manera:
NG (ISO 100) x Factor de Sensibilitat = Distancia sensor-objecte x Apertura del Diafragma
La millor manera de calcular això és emprant un fotòmetre amb la possibilitat de mesurar la intensitat d'un flaix.

### Tècniques d'utilització
- El tret directe. Estem parlant de la tècnica més simple de totes, ja que només hem de col·locar el focus de llum apuntant directament a l'objecte a fotografiar i disparar. El resultat que obtenim d'aquesta tècnica és una imatge poc natural, amb ombres dures i artificials.
- El flaix de rebot. Aquesta tècnica consisteix a buscar un lloc on pugui rebotar la llum que emet el flaix. D’aquesta manera la llum es difumina, es dispersa i fa que tant les ombres com la llum agafin un to més natural. Per altra banda, això comporta que es perdrà intensitat i potència lumínica.
- El flaix de Farciment. Aquesta tècnica s'utilitza en composicions en les quals aparentment no necessitem o no seria necessari el flaix perquè comptem amb llum suficient. És una tècnica que funciona quan l'objecte que volem fotografiar presenta ombres molt dures o no està il·luminat directament, d'aquesta manera, el flaix fa la funció de suavitzar les ombres o il·luminar d'una manera més directa l'objecte principal de la composició.